# A Modern Fairy Tale
A Modern Fairy Tale è un cortometraggio muto del 1914 scritto e diretto da Lois Weber. Prodotto dalla Rex Motion Picture Company e distribuito dalla Universal Film Manufacturing Company, il film era interpretato da Rupert Julian, Ella Hall e Phillips Smalley.

## Trama
C'era una volta una principessa che suo padre, un vero orco, teneva sempre chiusa nel castello. Un giorno, chiamò la figlia per annunciarle che le aveva trovato un marito, il vecchio e repellente lord Burleigh. Costretta a quelle nozze, la povera principessa si sentiva in colpa perché, sposandolo, avrebbe tradito il sue vero amore, un giovane corteggiatore campagnolo. Affacciandosi dall'alto della torre, la principessa segnalò all'innamorato la ferale notizia. Il giorno dopo, al castello arrivò l'emissario di un nobile principe che chiedeva la mano della principessa. Quella richiesta sopravanzava di molto ciò che poteva offrire lord Burleigh e, di conseguenza, la domanda venne subito accettata. Sperando di poter fuggire prima della cerimonia, la principessa attendeva il suo amato che però non compariva. Il vecchio orco, prima delle nozze, licenziò la balia della figlia. La donna, per salvare la sua bambina, la caricò nascosta nel fagotto che portava sulla schiena in modo da farla uscire dal castello. Ma, con rabbia del padre e gran gioia di tutti gli altri, arrivò il principe che si rivelò essere il giovane innamorato della principessa. Finalmente sposi, i due vissero poi felici e contenti.

## Produzione
Il film fu prodotto dalla Rex Motion Picture Company.

## Distribuzione
Distribuito dalla Universal Film Manufacturing Company, il film - un cortometraggio in una bobina - uscì nelle sale cinematografiche statunitensi l'8 marzo 1914.